# 판도라의 상자

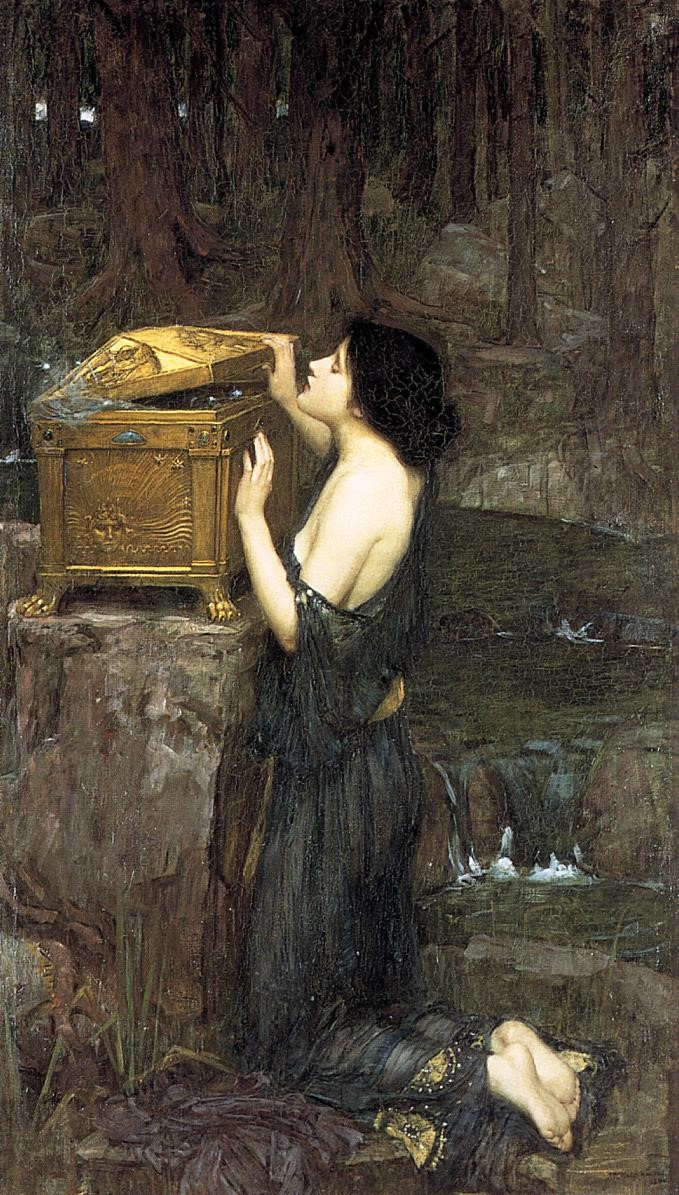
존 윌리엄 워터하우스의 그림 《판도라》(Pandora, 1896년 작품)

판도라의 상자(Pandora's box), 판도라의 함은 판도라가 열지 말라는 뚜껑을 열었더니 그 속에서 온갖 재앙과 재악이 뛰쳐나와 세상에 퍼지고, 상자 속에는 희망만이 남았다는 그리스 신화의 상자이다. 원래는 판도라의 항아리이지만 번역을 잘못해서 '판도라의 상자'라고 알려지게 되었다고 한다. 항아리를 라틴어로 번역하는 과정에서 항아리(pithos)를 상자(pyxis)로 번역하였다. 단테이 가브리엘 로세티의 판도라라는 그림 작품에서 상자로 표현되면서 대중에게 상자로 유명하게 알려졌다. 이러한 영향으로 쥘조제프 르페브로의 그림 등에서도 상자로 표현되었다. 판도라의 상자의 의미는 뜻밖의 재앙의 근원을 말하기도 한다.

## 관련 신화
태초의 세상에, 제우스는 대장장이의 신 헤파이스토스를 불러 여자인간을 만들라고 했고, 판도라라는 여자인간이 탄생하였다. 제우스는 판도라의 탄생을 축하하며 상자를 주었고, 절대 열어보지 말라는 경고를 주었다. 판도라는 신 프로메테우스의 동생과 결혼하고 행복하게 살았지만, 어느 날 호기심을 참지 못하고 결국 상자를 열고 만다. 그 상자안에는 온갖 욕심, 질투, 시기, 각종 질병 등이 담겨 있었으며, 이것들은 판도라가 상자를 여는 순간 빠져나와 세상 곳곳으로 퍼졌다. 평화로웠던 세상은 금세 험악해지고 말았다. 판도라는 깜짝 놀라 급하게 상자를 닫았으나 상자 안의 나쁜 것들은 이미 전부 빠져나온 뒤였다. 그러나 그 안에 있었던 희망은 빠져나가지 않아서, 사람들은 상자에서 빠져나온 악들이 자신을 괴롭혀도 희망만은 절대 잃지 않게 되었다고 한다.
판도라 상자의 다른 해석은, 제우스의 선물이 아니라, 프로메테우스가 인간을 위해 인간을 해롭게 하는 것들(질병, 시기, 욕심 등)을 모두 잡아서 가두어 집안에 숨겨두었다고도 한다. 그것을 알고 있던 제우스가 일부러 호기심이 많은 판도라를 보내 꺼내보도록 계획 하였다고 한다.
'베르나르 베르베르의 상상력 사전'(205페이지)에서는 이렇게 나온다.
판도라라는 이름은 그리스어로 '모든 선물을 받은 여자'라는 뜻을 가지고 있다고 한다. 제우스는 프로메테우스가 자신의 뜻을 거역하고 인간들에게 불을 훔쳐다 주자 그 대가로 인간들에게 재앙을 내리기로 하였다.
그는 헤파이스토스(기술, 공예자이자 대장장이)에게 여신처럼 아름다운 여자를 만들라고 명령하였다. 헤파이스토스가 여자를 빚어내자 다른 신들은 제우스의 명령에 따라 저마다 여자에게 선물을 주거나 자기가 지닌 재능울 불어 넣었다.
프로메테우스는 단박에 판도라가 겉보기엔 너무나 아름답고 훌륭하지만 마음속에는 거짓을 품고 있음을 알아차렸다. 하지만, 에피메테우스는 그녀의 아름다움에 홀짝, 반하여 그녀를 아내로 맞이하였다. 이때, 제우스는 그들 부부에게 결혼 선물로 상자 하나를 주었다.
그러면서, "이 상자를 받아서 안전한 곳에 고이 간직하거라. 하지만, 미리 일러두건대. 어떠한 일이 있어도 이것을 열어 보면 안 된다."라고 말하였다. 에피메테우스는 사랑에 흠뻑 빠진 나머지 제우스가 주는 선물을 받지말라는 프로메테우스의 경고를 잊고 상자를 받아 집 한구석에 숨겨 두었다. 행복한 나날을 보내던 중, 판도라는 상자 속에 무엇이 있는지 궁금하였고 에피메테우스를 졸랐다.
그러나, 에피메테우스는 제우스의 말을 거역할 수는 없다며 완고하게 거절하였다. 판도라는 에피메테우스가 나가고 없는 사이에 상자를 열었다. 상자를 열자, 증오, 질투, 잔인성, 분노, 굶주림, 가난, 고통, 질병, 노화 등 장차 인간이 겪게 될 온갖 재앙이 쏟아져 나왔다고 한다.
마지막, 상자에 남은 것은 '희망'이었다. 그 뒤로, 인간들은 갖가지 불행에 시달리면서도 희망만은 고이고이 간직하게 되었다고 한다.